# Парк Тиволи (Любляна)
 Парк Тиволи — парк в Любляне, столице Словении.
Парк расположен на северо-западной оконечности центральной части города. Он простирается до района Шишка на севере, района Вич — на юге и района Рожник — на западе.
Парк Тиволи — самый большой парк города, его площадь составляет 500 га (5 км²). С 1984 года является частью ландшафтного парка Тиволи — холм Рожник — холм Шишка.

## История
Парк Тиволи был разбит по плану инженера Жана Бланшара в 1813 году, когда Любляна была административным центром французских Иллирийских провинций.
Парк соединил два существующих парка — парк возле замка Тиволи (в то время назывался Подтурн Манор) и парк возле особняка Цекин. Парк получил своё нынешнее название во второй половине XIX века после того, как здесь разместилась летняя резиденция Общества Казино, а также парк развлечений, бар и кафе.
Пруд прямоугольной формы был выкопан в 1880 году в юго-западной части парка, его размеры: длина 140 м, ширина 50 м, глубина 0,9 −1,3 м, первоначально пруд предназначался для рыбной ловли, а также для катания на лодках летом и для катания на коньках зимой.
В 1894 году в парке был создан дендрарий, его возглавил чешский садовод Вацлав Хейник, который стал первым профессиональным садовником в Тиволи.
В 1920—1939 годах в парке была проведена реконструкция под руководством Йоже Плечника, который также спроектировал проспект Якопич (Jakopič Promenade), соединивший замок Тиволи с Люблянским замком через улицы Цанкар и Чоп, площадь Прешерна и Тройной мост. В этот период в парке были проложены аллеи и многочисленные пешеходные тропы, созданы цветочные композиции и фонтаны, установлены статуи.
В XX столетии в саду были построены спортивные сооружения, позволяющие заниматься различными видами спорта, в том числе летний бассейн «Иллирия» (1929), дворец спорта «Тиволи» (1965), крытый бассейн с тренажерным залом (1973), теннисные корты, баскетбольные площадки и поле для мини-гольфа. Также здесь появилась детская площадка (1942), небольшой ботанический сад и оранжерея.

## Основные достопримечательности
- Дворец Тиволи — построен в XVII веке на руинах предыдущего замка; перестроен в середине XIX века в неоклассическом стиле для фельдмаршала Йозефа Радецкого, после чего принял современный вид. С 1986 года здесь расположен Международный центр графического искусства.
- Особняк Цекин[словен.] — построен в 1720 году Леопольдом Ламбергом по проекту венского архитектора Фишера фон Эрлаха. С 1951 года в здании находится Национальный музей современной истории Словении[словен.].
- Тиволи Холл — спортивный комплекс с двумя крытыми многоцелевыми аренами, построенный по проекту архитектора Марьяна Божича и инженера Станко Блоудека в 1965 году.

## Галерея фотографий парка Тиволи

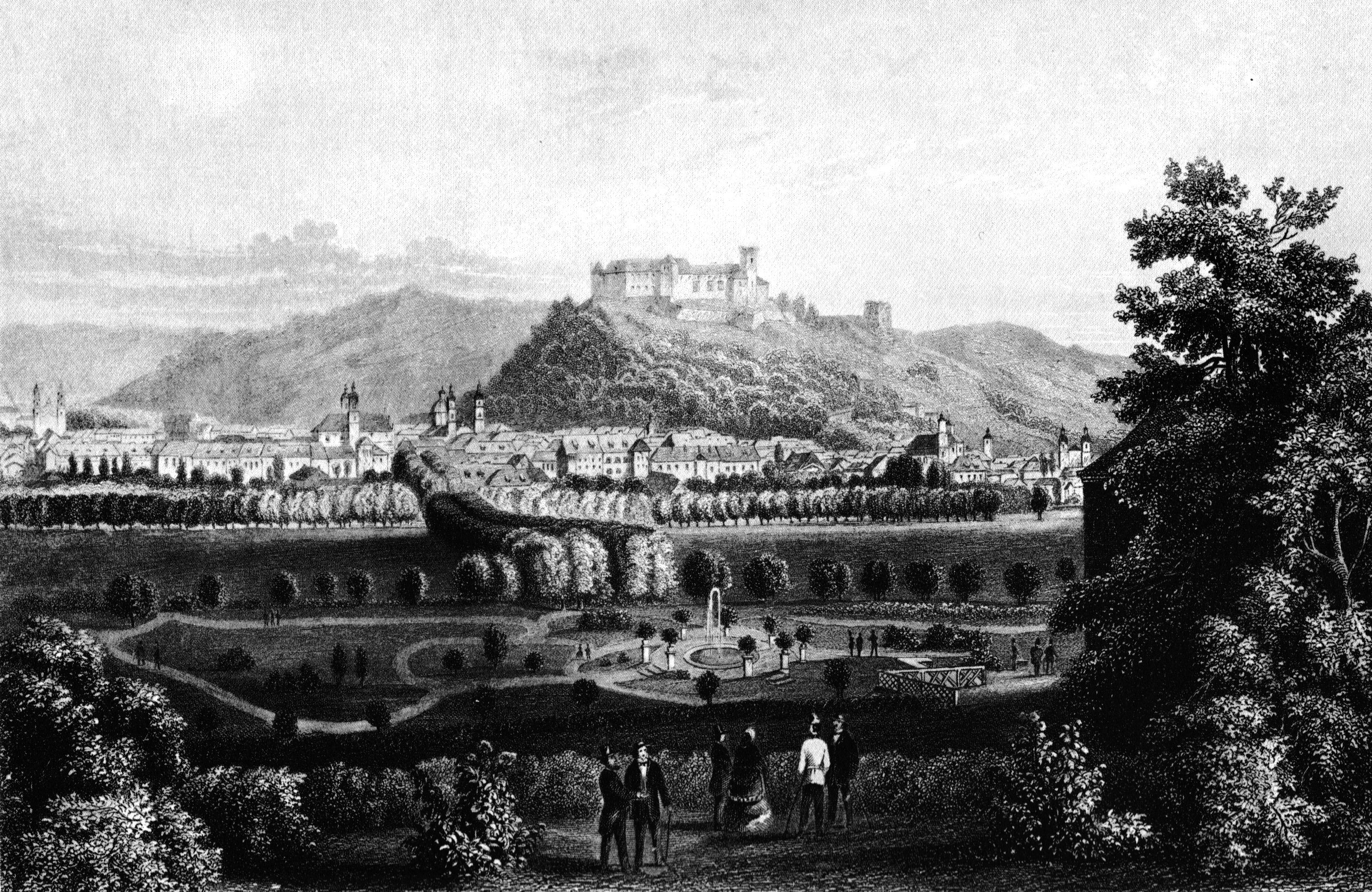
Парк Тиволи в 1850 году
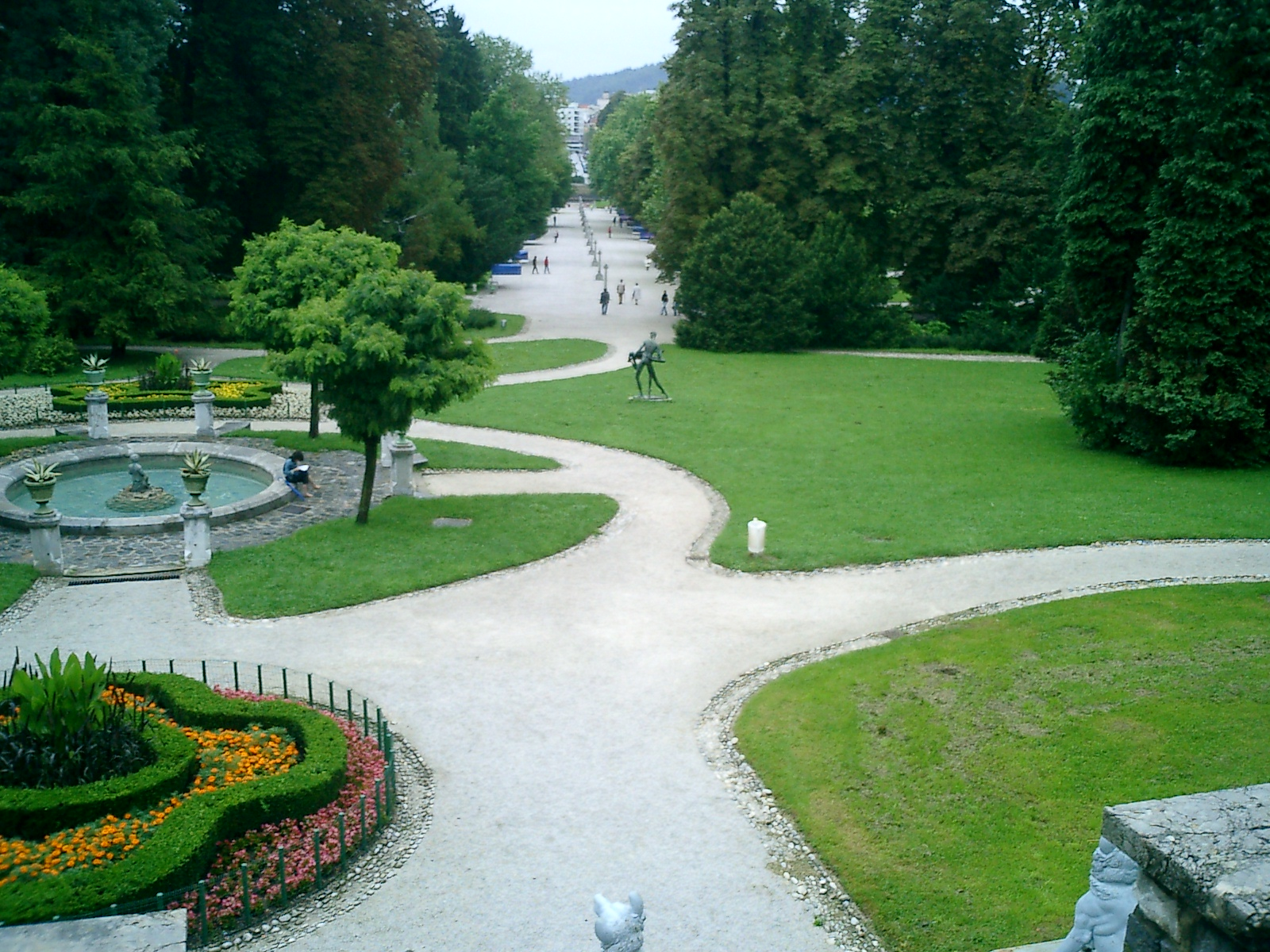
Парк Тиволи (вид со стороны замка)
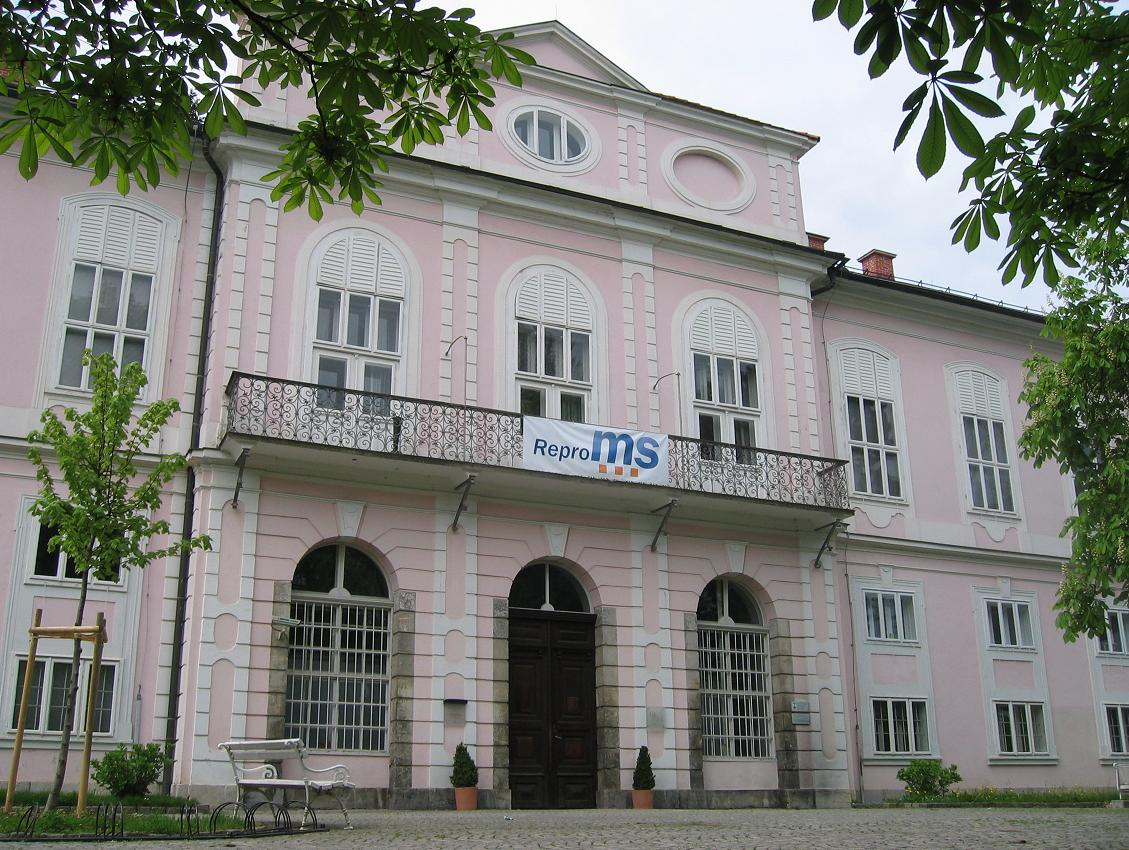
Особняк Цекин
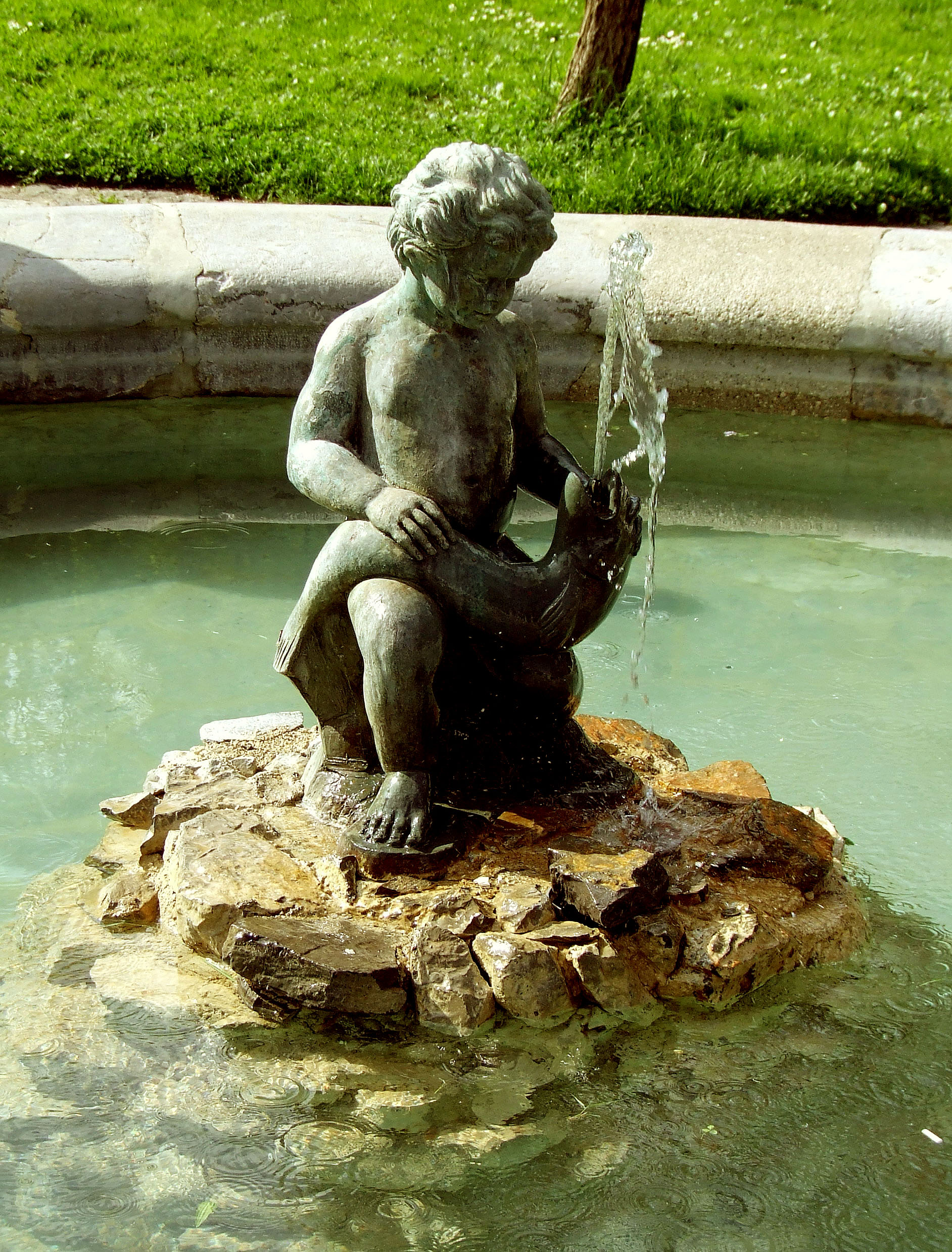
Фонтан «Мальчик с рыбой»
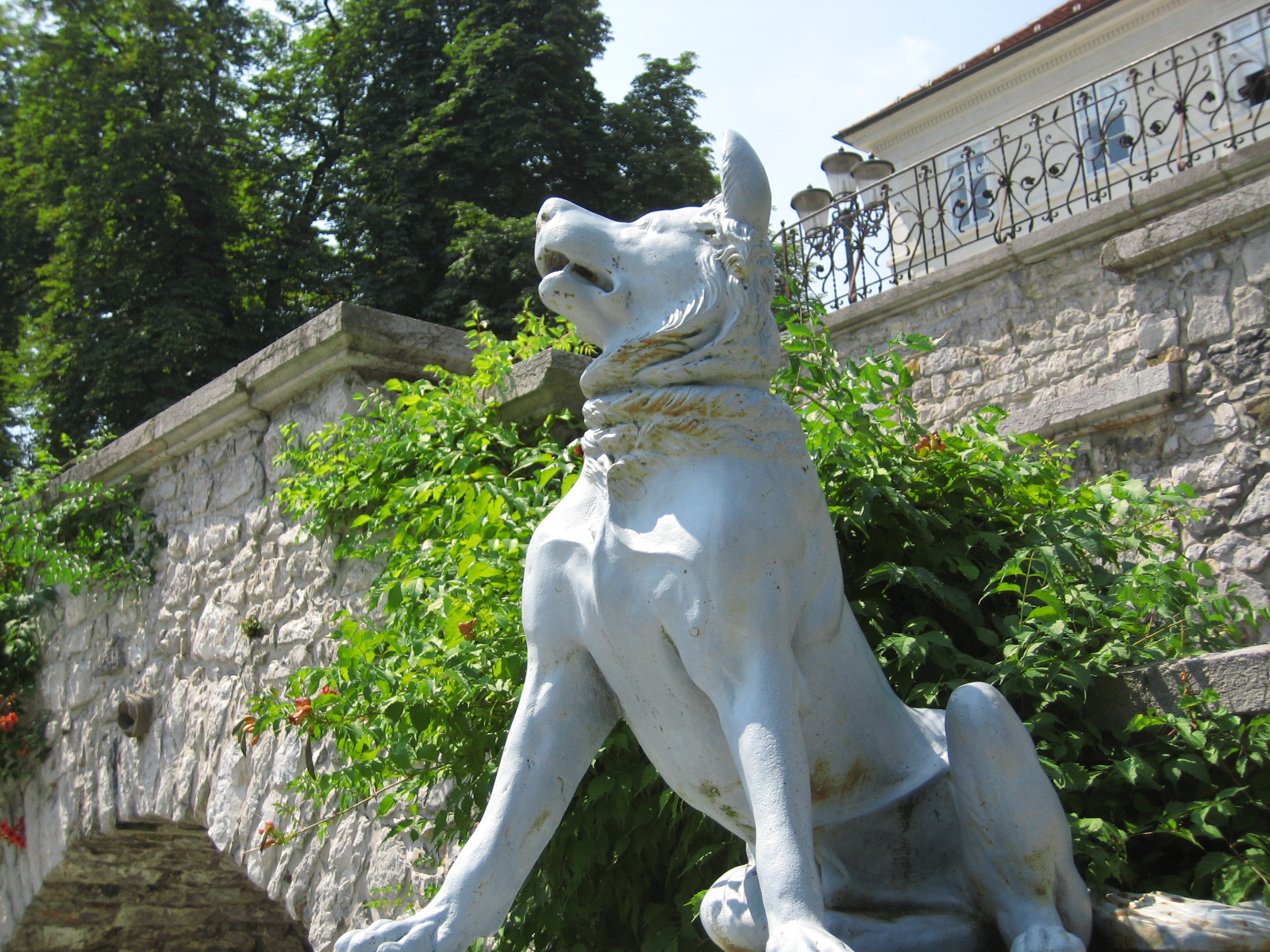
Статуя собаки возле замка Тиволи
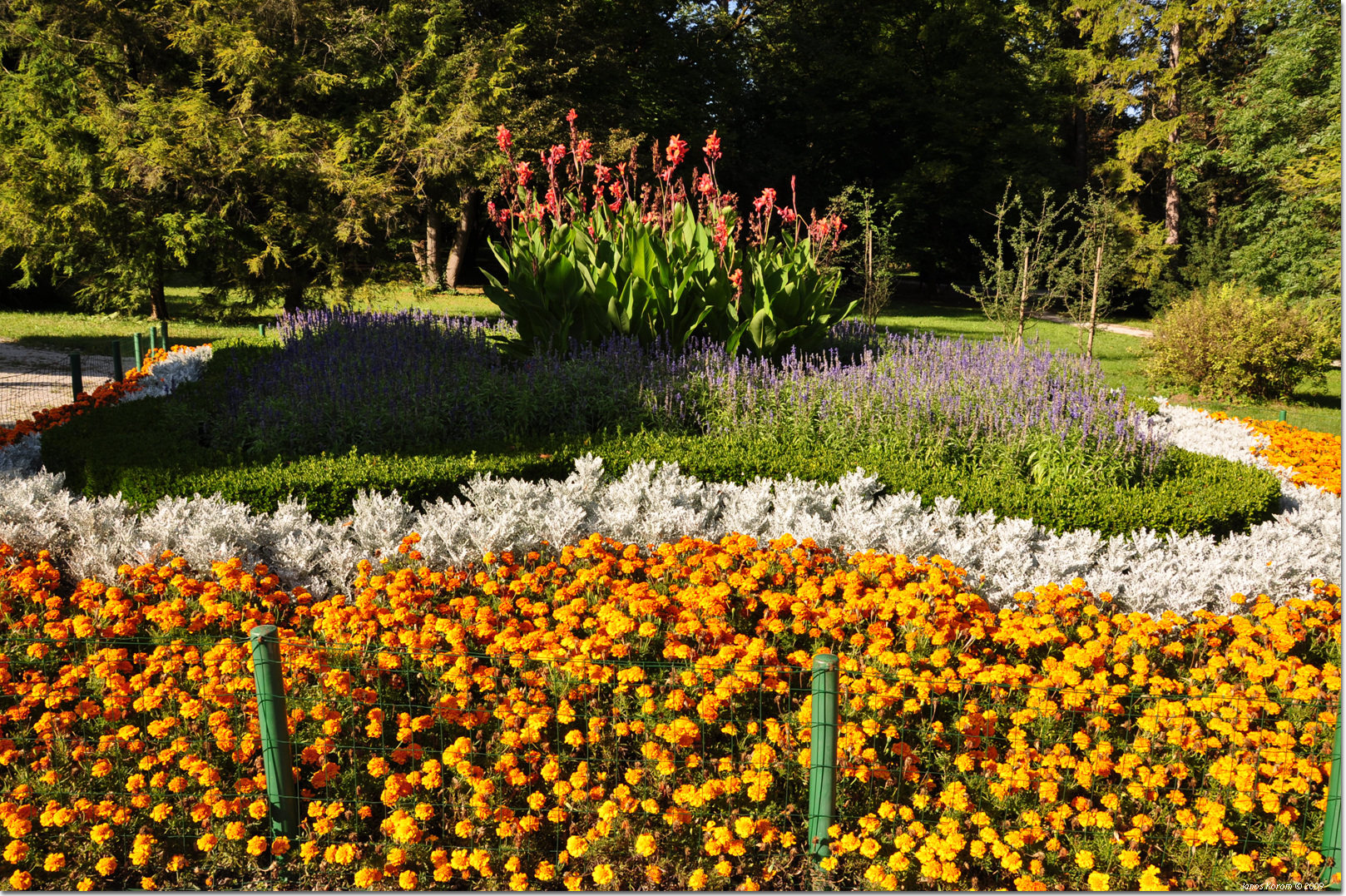
Цветочная композиция в парке
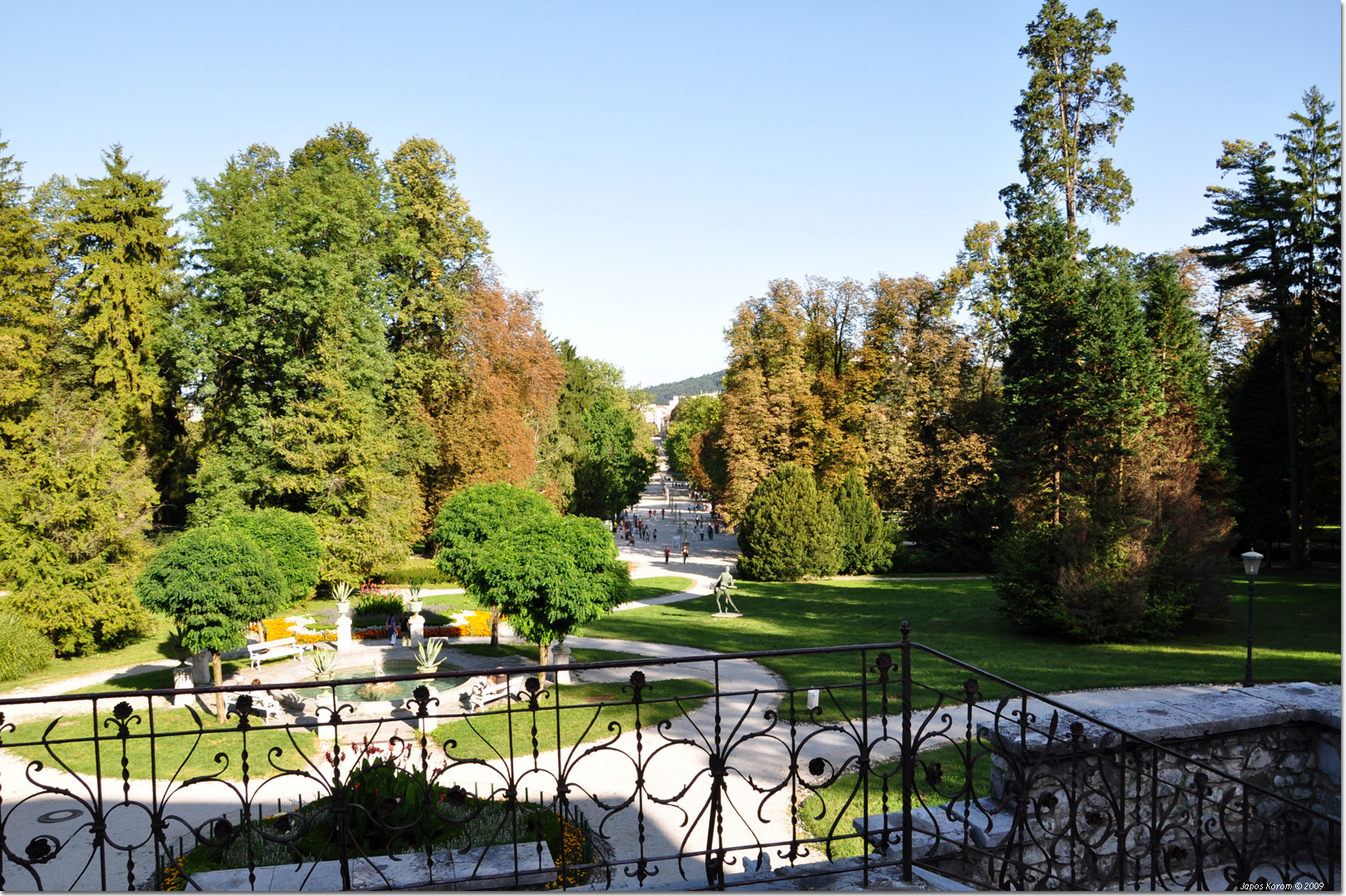
Осенний парк
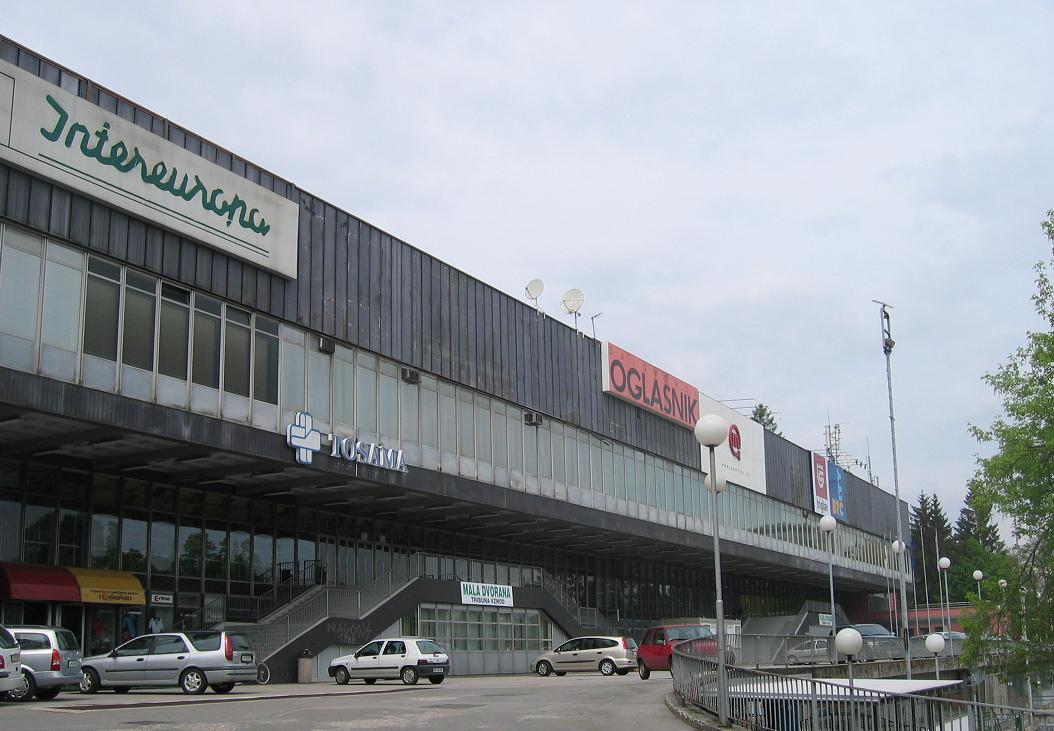
Дворец спорта «Тиволи»